# Kikuyō
Kikuyō (jap. 菊陽町 Kikuyō-machi) – miasto w Japonii, na wyspie Kiusiu, w prefekturze Kumamoto. Według danych na rok 2020 miejscowość zamieszkiwało 43 337 mieszkańców , a gęstość zaludnienia wyniosła 1156,9 os./km².